# Niaftasuchus zekkeli
Niaftasuchus zekkeli è un tetrapode estinto, appartenente ai terapsidi. Visse nel Permiano medio (circa 265 milioni di anni fa) e i suoi resti fossili sono stati ritrovati in Russia. 

## Descrizione
Questo animale è noto solo per un cranio parziale di piccole dimensioni, lungo circa 9 centimetri. Si suppone che la lunghezza dell'intero animale fosse di circa mezzo metro. Il cranio di Niaftasuchus era piuttosto insolito: possedeva grandi orbite tonde, che richiamavano quelle di un altro terapside insolito della Russia, Nikkasaurus. Il muso non era molto allungato, e la dentatura era sprovvista di canini, al contrario di altri terapsidi primitivi. I denti di Niaftasuchus, invece, erano lunghi, smussati e non conici. 

## Classificazione
Niaftasuchus è stato descritto per la prima volta nel 1990 sulla base di resti fossili provenienti dal Permiano medio dalla zona di Mezen', in Russia; inizialmente è stato considerato un rappresentante dei dinocefali (Ivakhnenko, 1990), ovvero terapsidi arcaici dotati di grandi teste, in particolare vennero riscontrate affinità con forme erbivore come Tapinocephalus; ricerche successive hanno indicato che Niaftasuchus potrebbe essere stato una forma insolita di biarmosuchi (Battail e Surkov, 2000), ovvero i terapsidi più primitivi, con i quali condivideva le grandi orbite e i vomeri fusi. Altri studi (Ivakhnenko, 2001) indicano invece una parentela con gli anomodonti, terapsidi erbivori e specializzati.

## Paleobiologia
Non è chiaro lo stile di vita di questo animale, a causa dei resti fossili estremamente scarsi ed enigmatici. In ogni caso, la dentatura indica che Niaftasuchus era un erbivoro. Altri terapsidi enigmatici con spiccate tendenze erbivore, sempre provenienti dal Permiano medio russo, erano Nikkasaurus e Microurania.